# Martín López-Zubero
Martín López-Zubero Purcell (* 23. April 1969 in Jacksonville, Florida) ist ein ehemaliger spanischer Schwimmer, der in den USA aufgewachsen ist.
Der Schwimmsport war die Sportart in seiner Familie. Auch sein Bruder David und seine Schwester Julia waren erfolgreiche Schwimmer. David gewann bei den Olympischen Spielen 1980 in Moskau eine Bronzemedaille.
Während seiner Laufbahn nahm Martín López-Zubero an drei Olympischen Spielen teil und gewann bei den Olympischen Spielen 1992 in Barcelona die Goldmedaille über 200 m Rücken. Außerdem wurde er bei den Weltmeisterschaften 1991 und 1994 Weltmeister über 200 m Rücken. Auch bei Europameisterschaften war er sehr erfolgreich und konnte fünf Titel erringen.
Im Jahr 2004 wurde er in die Ruhmeshalle des internationalen Schwimmsports aufgenommen.